# Abbaye Notre-Dame de Venière
L’abbaye de Venière, de son nom complet abbaye Notre-Dame de Venière est une abbaye bénédictine fondée d'abord à Oulchy en 1933, puis fondée en 1963 à Venière près de Boyer (Saône-et-Loire).
Elle fait partie, avec seize autres monastères de moniales bénédictines, de la Fédération Notre Dame de la Rencontre fondée en février 2022, qui est associée à la province française de la congrégation de Subiaco au sein de la confédération bénédictine. L'abbaye est connue pour la réalisation de représentations des saints patrons, dans laquelle elle est spécialisée depuis plus de cinquante ans.
Situé sur la D 906, à 5 km au nord de Tournus, et à 24 km au sud de Chalon-sur-Saône, Venière est un hameau de la commune de Boyer (Saône-et-Loire).

## Historique
À l'origine, le monastère a été fondé en 1933 à Oulchy près de Soissons, par l'abbaye de Jouarre. L'évêque du lieu désirait en effet retrouver dans son diocèse une communauté de moniales contemplatives, qui prendrait en quelque sorte la suite de l'ancienne abbaye Notre-Dame de Soissons, supprimée durant la Révolution française. Mais la petite troupe de fondatrices dut, en mai 1940, emprunter, avec des milliers d'autres Français, les routes de l'exode, et se retrouva dans le Tarn, recevant l'aide des deux grandes abbayes de Dourgne et d'En-Calcat. Elle est érigée en abbaye en 1940. Après la Libération, les sœurs remontèrent à Oulchy, mais le monastère, qui avait été occupé par l'armée allemande, était en trop mauvais état pour une réinstallation durable. C'est ainsi que, aidées cette fois par les moines de la Pierre-qui-Vire, les moniales quittent le Soissonnais, pour le diocèse d'Autun. Diocèse prestigieux pour la vie monastique : Cluny, Paray-le-Monial, Tournus, mais aussi la Ferté, une des premières fondations de l'abbaye de Cîteaux, au XIIe siècle. La communauté s'installe en 1948 dans le « château » de la Loyère, près de Chalon-sur-Saône, elle n'est qu'un tout petit rameau de ce grand arbre monastique, mais un rameau qui pousse et grandit : les lieux se révèlent vite inadaptés et, en 1963, une nouvelle transplantation s'avère nécessaire.

## Venière
Venière est située près de Boyer (Saône-et-Loire). L'étymologie du nom « Venière » n'est probablement pas la « vigne », auquel on le rattache habituellement, mais celle-ci figure sur ses armoiries, ce n'est pas déplacé en Bourgogne, et surtout son symbolisme biblique est important pour une communauté monastique.
En ce qui concerne les bâtiments, le point de départ est une maison de maître du début du XVIIe siècle. Elle fut ensuite entourée de constructions dans les années 1930 : en effet, depuis l'entre deux guerres, les sœurs missionnaires de Notre-Dame d'Afrique, les « Sœurs Blanches », y avaient installé leur noviciat et des jeunes filles de tous les pays venaient y passer leur première année de vie religieuse, avant de partir finir leur formation en Algérie. Mais au début des années 1960, les Sœurs Blanches cherchaient à vendre cette implantation métropolitaine, et la communauté née à Oulchy y trouva enfin le lieu où prendre racine.
La fondation de l'abbaye Notre-Dame à Venière près de Boyer a lieu en 1963. Les moniales complètent les bâtiments par une aile de parloirs qui ferme la clôture, et transforment des communs, à l'extérieur, en un petit accueil pour leurs hôtes. L’église, sobre et dépouillée, très claire, est également réaménagée, avec des vitraux de Saint-Benoît-sur-Loire et une Vierge d'Yves Le Pape.
En 1971, une première abbesse est élue. La communauté continue à grandir. Ce 6 août 2022 la communauté a élu sa troisième abbesse.

## Aujourd'hui

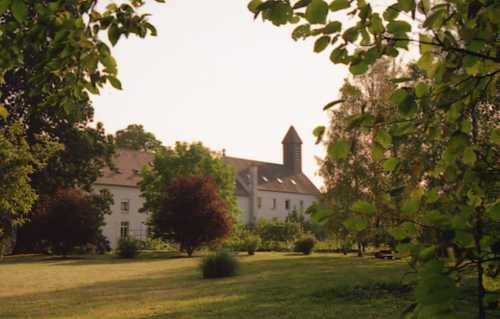
Abbaye de Venière.

Les moniales, qui sont vingt-sept en 2021, mènent une vie essentiellement contemplative, selon la règle de saint Benoît de Nursie (Ve siècle). Les journées sont rythmées par les temps de prière (personnelle et communautaire, avec les sept offices liturgiques quotidiens et l'Eucharistie), les temps de travail et de relations fraternelles. Les offices sont chantés en grégorien et en français. Les moniales gagnent leur vie dans différents ateliers d'artisanat : en particulier la représentation des "saints patrons", et diverses créations d'art (créations de l'abbaye mises en vente dans un magasin, proposant également divers produits issus de l'artisanat monastique).
De 1990 à 1998, la communauté fonde en république du Congo un petit monastère où quelques sœurs sont envoyées, dont trois moniales congolaises. Mais la guerre civile oblige à le fermer, et les fondatrices doivent rentrer en France.
Les années 2009 et 2010 voient la rénovation et l’agrandissement de l’hôtellerie, qui offre désormais un espace convivial et sobre, d'une capacité d'une trentaine de personnes. L'hôtellerie accueille des retraitants, seuls ou en groupe de 15 à 20, pour deux à huit jours.

## Sources bibliographiques
- À l'image de saint Benoît : sœur Agnès Scoch et les moniales bénédictines de Venières, Paris, Cerf, 1997, 157 pages  (ISBN 2-204-05674-X et 9782204056748).
- (it) « Congregazione di Subiaco, Boyer - Abbaye de Notre-Dame-de-Veniere », in Cesare Romanò, Abbazie e monasteri d'Europa, A. Mondadori, 1996  (ISBN 8804412445 et 9788804412441).
- Saint-Benoît et la vie bénédictine à Venière, Abbaye Notre-Dame de Venière, 1979.